# Arley Kemmerer
Arley Kemmerer, née le 23 février 1984 à Bethlehem en Pennsylvanie, est une cycliste américaine. Elle est spécialiste du cyclo-cross et est membre depuis 2012 de l'équipe américaine C3-Twenty20 Cycling Co..

## Palmarès en cyclo-cross
- 2012-2013
  - HPCX, Jamesburg
  - Chicago Cyclocross Cup New Year's Resolution 2, Bloomingdale
- 2013-2014
  - Nittany Lion Cross #2, Breinigsville
  - Super Cross Cup #1, Stony Point
  - NEPCX #8 - NBX Gran Prix of Cross 2, Warwick
- 2014-2015
  - Super Cross Cup #1, Stony Point
  - Super Cross Cup #2, Stony Point
- 2016-2017
  - Nittany Lion Cross #2, Breinigsville
  - HPCX #1, Jamesburg
  - North Carolina Grand Prix-Race #2, Hendersonville
- 2017-2018
  - DCCX #1, Washington DC
- 2018-2019
  - HPCX #2, Jamesburg